# Nonant-le-Pin
Nonant-le-Pin ([nɔnɑ̃ lə pɛ̃] ) ist eine ehemalige französische Gemeinde im Département Orne in der Region Normandie. Sie gehörte zum Arrondissement Mortagne-au-Perche. Die Bewohner werden Nonantais und Nonantaises genannt.
Der Erlass des Präfekten vom 13. September 2024 legte mit Wirkung zum 1. Januar 2025 die Eingliederung von Nonant-le-Pin als Commune déléguée zusammen mit den früheren Gemeinden Le Merlerault, Godisson, La Genevraie und Les Authieux-du-Puits zur Commune nouvelle Merlerault-le-Pin fest.

## Geografie

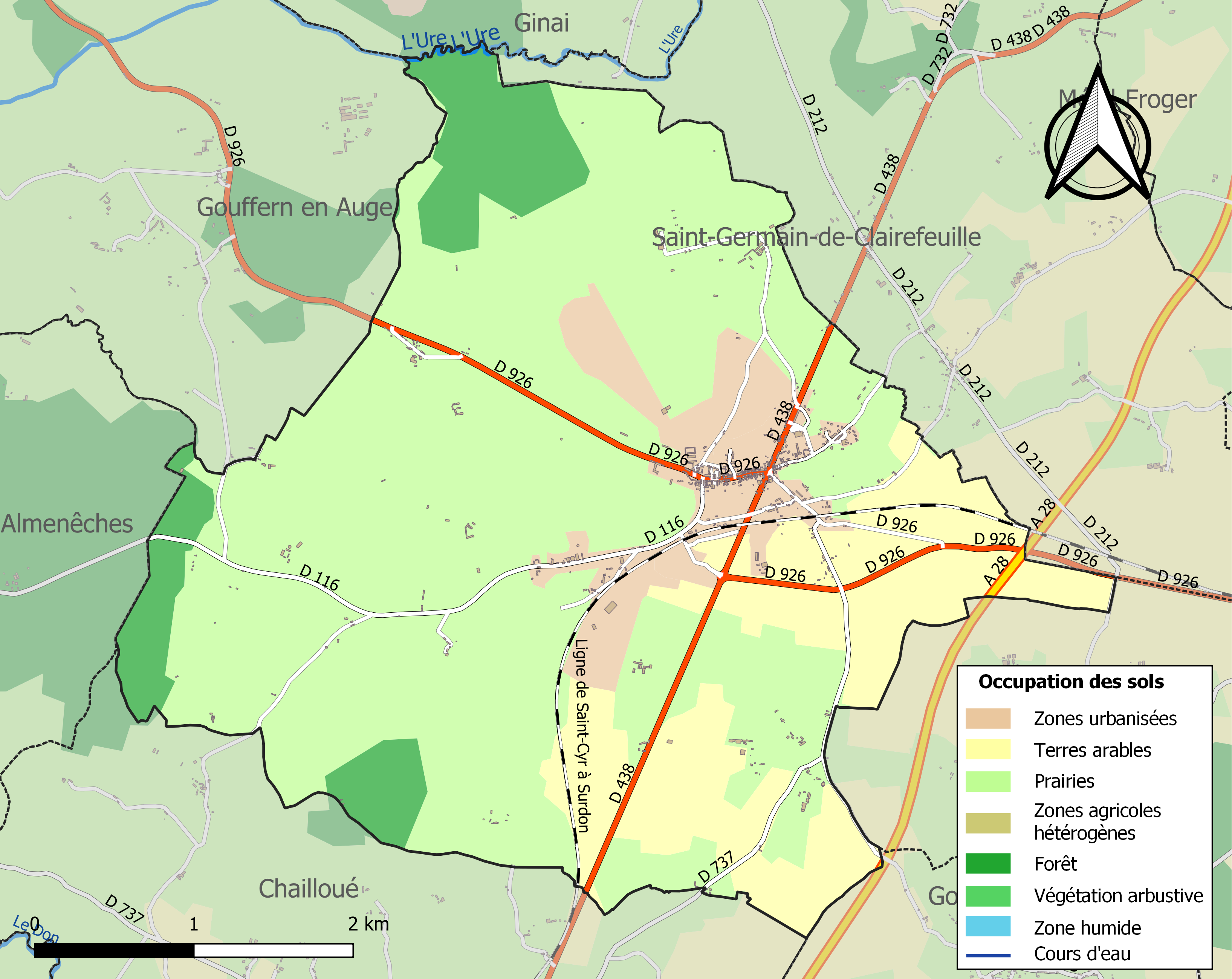
Bodennutzung, Hydrografie und Infrastruktur von Nonant-le-Pin (2018)

Nonant-le-Pin liegt etwa 32 Kilometer nordwestlich von Mortagne-au-Perche und etwa 32 Kilometer nordnordöstlich von Alençon im Süden der Région naturelle des Pays d’Auge. Das Ortsgebiet wird entwässert von der Ure, einem Nebenfluss der Orne, die es im Norden auf einem kleinen Abschnitt begrenzt, von der Dieuge, die es von Ost nach West durchquert, sowie von kleineren Fließgewässern. Das Zentrum von Nonant-le-Pin liegt auf etwa 195 m Höhe. Das Relief des Ortsgebiets ist hügelig mit einer höchsten Erhebung mit 251 m im Südwesten, die niedrigste im Westen mit 180 m am Austritt der Dieuge aus dem Ortsgebiet.
Teile des Gebiets von Nonant-le-Pin gehören zu den Natura-2000-Schutzgebieten „Haute vallée de l’Orne et affluents“ (FR2500099) und „Bocages et vergers du sud Pays d’Auge“ (FR2502014). Rund 82 % der Fläche von Nonant-le-Pin werden landwirtschaftlich, hauptsächlich als Weideland genutzt, rund 9 % sind bewaldet, rund 5 % entfallen auf bebaute Flächen, rund 3 % auf künstlich angelegte, nicht landwirtschaftliche Grünflächen, rund 1 % auf Industrie-, Gewerbe- und Verkehrsflächen (Stand: 2018).
Umgeben wird Nonant-le-Pin von den Nachbargemeinden Gouffern en Auge mit La Cochère im Nordwesten, Ginai im Norden und Saint-Germain-de-Clairefeuille im Nordosten, den Communes déléguées Le Merlerault im Osten und Godisson im Südosten sowie den Nachbargemeinden Chailloué mit Marmouillé im Südwesten und Almenêches im Westen.

## Bevölkerungsentwicklung
| Nonant-le-Pin: Einwohnerzahlen von 1793 bis 2020                                                                           | Nonant-le-Pin: Einwohnerzahlen von 1793 bis 2020 | Nonant-le-Pin: Einwohnerzahlen von 1793 bis 2020 | Nonant-le-Pin: Einwohnerzahlen von 1793 bis 2020 | Nonant-le-Pin: Einwohnerzahlen von 1793 bis 2020 |
| --- | ------------------------------------------------ | ------------------------------------------------ | ------------------------------------------------ | ------------------------------------------------ |
| Jahr |                                                  |                                                  |                                                  | Einwohner                                        |
| 1793 | 1793                                             |                                                  | 615                                              | 615                                              |
| 1800 | 1800                                             |                                                  | 626                                              | 626                                              |
| 1806 | 1806                                             |                                                  | 719                                              | 719                                              |
| 1821 | 1821                                             |                                                  | 735                                              | 735                                              |
| 1836 | 1836                                             |                                                  | 889                                              | 889                                              |
| 1841 | 1841                                             |                                                  | 878                                              | 878                                              |
| 1846 | 1846                                             |                                                  | 917                                              | 917                                              |
| 1851 | 1851                                             |                                                  | 863                                              | 863                                              |
| 1856 | 1856                                             |                                                  | 811                                              | 811                                              |
| 1861 | 1861                                             |                                                  | 820                                              | 820                                              |
| 1866 | 1866                                             |                                                  | 830                                              | 830                                              |
| 1872 | 1872                                             |                                                  | 790                                              | 790                                              |
| 1876 | 1876                                             |                                                  | 755                                              | 755                                              |
| 1881 | 1881                                             |                                                  | 758                                              | 758                                              |
| 1886 | 1886                                             |                                                  | 737                                              | 737                                              |
| 1891 | 1891                                             |                                                  | 738                                              | 738                                              |
| 1896 | 1896                                             |                                                  | 733                                              | 733                                              |
| 1901 | 1901                                             |                                                  | 732                                              | 732                                              |
| 1906 | 1906                                             |                                                  | 700                                              | 700                                              |
| 1911 | 1911                                             |                                                  | 740                                              | 740                                              |
| 1921 | 1921                                             |                                                  | 673                                              | 673                                              |
| 1926 | 1926                                             |                                                  | 736                                              | 736                                              |
| 1931 | 1931                                             |                                                  | 727                                              | 727                                              |
| 1936 | 1936                                             |                                                  | 776                                              | 776                                              |
| 1946 | 1946                                             |                                                  | 759                                              | 759                                              |
| 1954 | 1954                                             |                                                  | 771                                              | 771                                              |
| 1962 | 1962                                             |                                                  | 752                                              | 752                                              |
| 1968 | 1968                                             |                                                  | 668                                              | 668                                              |
| 1975 | 1975                                             |                                                  | 712                                              | 712                                              |
| 1982 | 1982                                             |                                                  | 634                                              | 634                                              |
| 1990 | 1990                                             |                                                  | 577                                              | 577                                              |
| 1999 | 1999                                             |                                                  | 617                                              | 617                                              |
| 2006 | 2006                                             |                                                  | 562                                              | 562                                              |
| 2013 | 2013                                             |                                                  | 532                                              | 532                                              |
| 2020 | 2020                                             |                                                  | 421                                              | 421                                              |
| Quelle(n): EHESS/Cassini bis 1999, INSEE ab 2006 Anmerkung(en): Ab 1962 offizielle Zahlen ohne Einwohner mit Zweitwohnsitz |                                                  |                                                  |                                                  |                                                  |

## Sehenswürdigkeiten
- Pfarrkirche Saint-Blaise-Saint-Cyr-Sainte-Julitte mit einem Langhaus aus dem 11./12. Jahrhundert. Die Kirche birgt zahlreiche Ausstattungsgegenstände, die in der Base Palissy gelistet sind.
- Schloss mit Kapelle Saint-Jacques-le-Mineur aus dem frühen 16. Jahrhundert, Wohnhaus 1845 bis 1848 neu errichtet, 1944 zerstört
- Herrenhaus im Weiler Le Plessis aus dem 17. Jahrhundert
- Trabergestüt im Weiler La Chauvinière, errichtet im ausgehenden 19. Jahrhundert
- Vollblütergestüt im Weiler Montaigu, errichtet zu Beginn des 20. Jahrhunderts

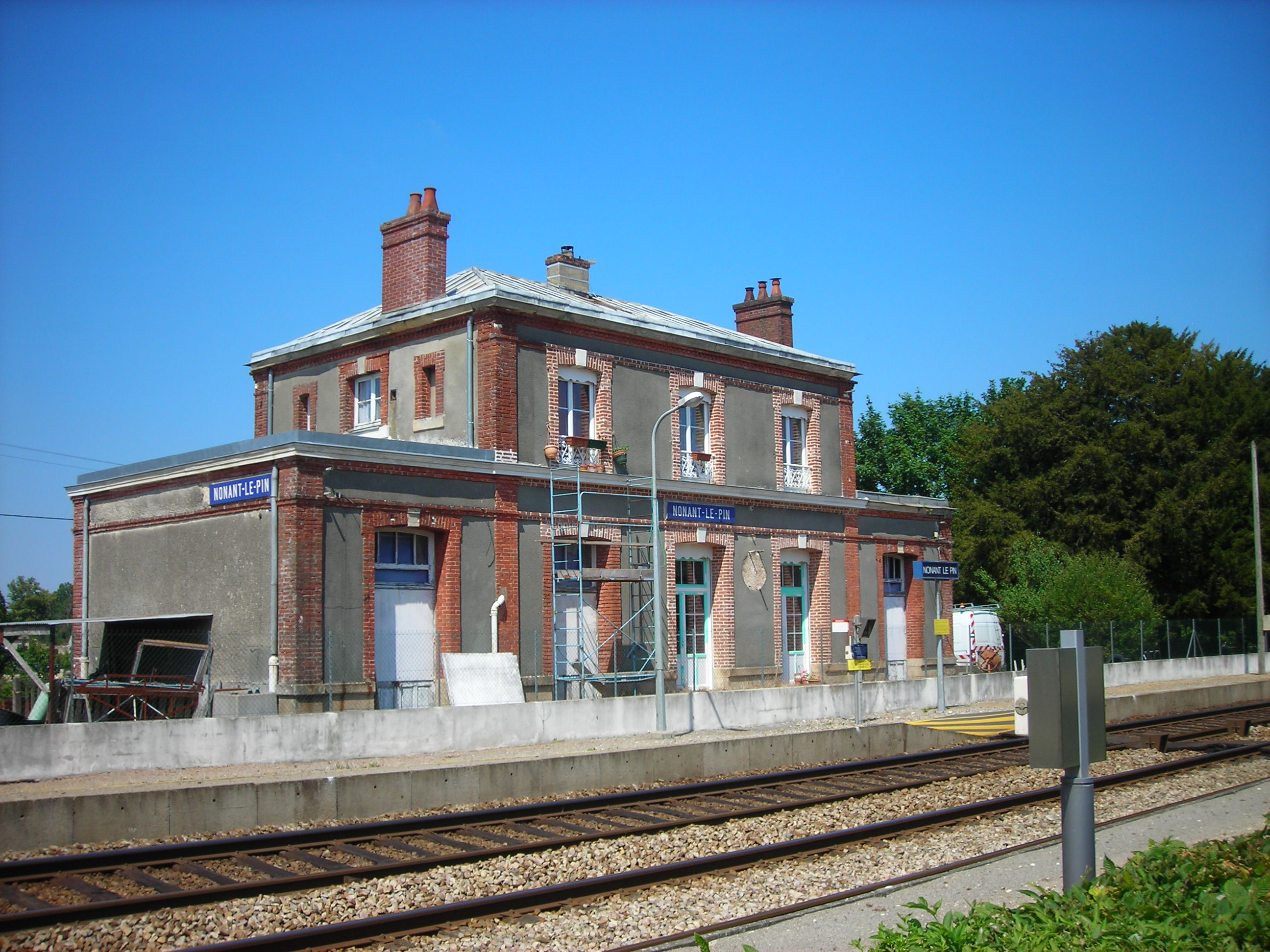
Ehemaliger Bahnhof von Nonant-le-Pin
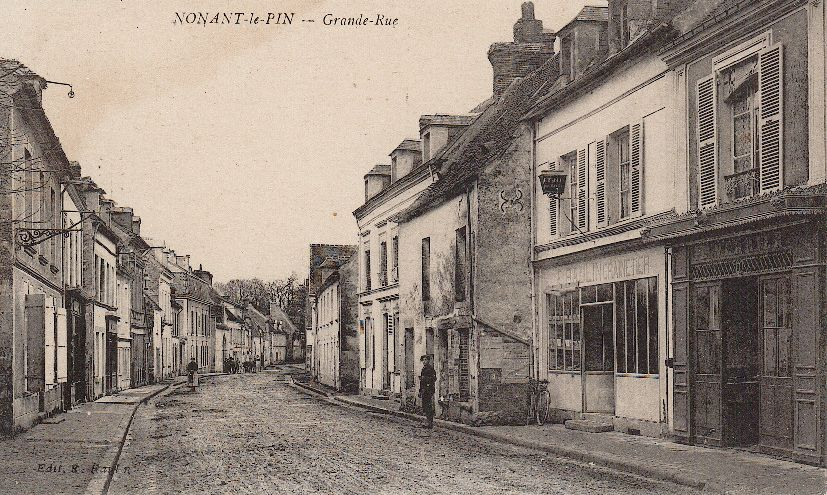
Zentral gelegene Straße in Nonant-le-Pin auf einer Postkarte vom frühen 20. Jahrhundert

## Persönlichkeiten
- Marie Duplessis (1824–1847), Kurtisane, in Nonant-le-Pin geboren
- Charles Paul Landon (1760–1826), Maler und Kunsthistoriker, in Nonant-le-Pin geboren
- Georges Aubé (1884–1971), General der Französischen Luftstreitkräfte, in Nonant-le-Pin geboren